# Álvaro Recoba
Álvaro Alexander Recoba Rivero (Montevideo, 1976. március 17. –) uruguayi labdarúgócsatár.
Az uruguayi válogatott tagjaként részt vett az 1997-es konföderációs kupán és a  2002-es labdarúgó-világbajnokságon.